# Fagnano Alto
Fagnano Alto là một đô thị thuộc tỉnh L'Aquila trong vùng Abruzzo Ý. Đô thị này có diện tích 24 km², dân số 446 người. Các làng trực thuộc: Fagnano Campana Stazione, Opi, Pedicciano, Ripa, Vallecupa, Castello (altitude 900 m). Các đô thị giáp ranh gồm: Caporciano, Fontecchio, Prata d'Ansidonia, Rocca di Mezzo, San Demetrio ne' Vestini